# Campeonato Brasileiro de Futebol 7 - CBSS
O Campeonato Brasileiro de Futebol 7, também conhecido como Brasileirão Society, Brasileirão Futebol 7 e Campeonato Brasileiro Society, é um dos principais torneios de equipes de Futebol 7 do Brasil, sendo afiliada a FIFO7S. A competição começou em 2021.
O campeonato é disputado por 12 equipes, que são divididas inicialmente em 3 grupos de 4 clubes, que jogarão jogos únicos. As 3 primeiras equipes vão para a semifinal, junto da equipe com melhor pontuação da segunda posição.
As equipes que se classificaram em primeiro dos seus respectivos grupos terão uma vaga na Libertadores Society. Da 1° até a 8° posição, é classificado para a Copa do Brasil de Futebol 7.

## Crescimento
Junto do Futebol 7, o Brasileirão Society também está crescendo nos últimos anos, um exemplo disso são a chegada de times de Futebol de Campo no Fut7, como o Botafogo-SP e o Santos, que participarão do campeonato em 2024.

## Campeões e vice-campeões
Atualmente, a equipe DIVISA é a maior vencedora do Torneio, com 2 títulos, em 2021, ganhou de 4x2 contra o EC SIRIO, e em 2022, ganhou campeã da Copa do Brasil Society naquele ano, Shalke 12, por 3x2.
| Clube      | Títulos         | Vice     |
| ---------- | --------------- | -------- |
| DIVISA     | 2 (2021 e 2022) | —        |
| RIBEIRÃO   | 1 (2023)        | —        |
| Shalke XII | —               | 1 (2022) |
| EC SIRIO   | —               | 1 (2021) |

## Resultados
| Ano  | Partida final | Partida final | Partida final |
| Ano  | Vencedor      | Placar        | Vice-campeão  |
| ---- | ------------- | ------------- | ------------- |
| 2021 | DIVISA        | 4 – 2         | EC SIRIO      |
| 2022 | DIVISA        | 3 – 2         | Shalke XII    |
| 2023 | Ribeirão      | 5 – 3         | Solimões      |